# Rulman Merswin
Rulman Merswin (* 1307 in Straßburg; † 18. Juni 1382 ebenda) war Kaufmann und geistlicher Schriftsteller.
Merswin gehörte zu den „Gottesfreunden“, einer kirchlichen religiösen Bewegung im Umfeld der Mystik des 14. Jahrhunderts. Er stand in Kontakt mit dem Straßburger Mystiker Johannes Tauler. Wie intensiv dieser Kontakt war, lässt sich allerdings nicht mehr mit Sicherheit bestimmen. Er pachtete 1367 das verfallene Kloster Grünenwörth in Straßburg, wo er eine geistliche Gemeinschaft gründete und bis zu seinem Tod blieb.
Merswin verfasste eine Reihe von geistlichen Traktaten, darunter das Neun-Felsen-Buch und das Meisterbuch. Letzteres handelt von einem hochgebildeten und erfolgreichen Prediger, der von einem einfachen Laien, dem „Gottesfreund“, des geistlichen Hochmutes überführt und zu echter Demut bekehrt wird. Dieses Werk ist schon im 15. Jahrhundert für eine Biographie Johannes Taulers gehalten worden. Im Text des Meisterbuchs selbst wird aber der Prediger nicht mit Tauler identifiziert. Bereits im 19. Jahrhundert hat Heinrich Denifle nachgewiesen, dass der im Meisterbuch erwähnte Prediger nichts mit dem historischen Tauler zu tun hat; er ist vermutlich eine rein literarische Figur. Mit hoher Wahrscheinlichkeit gilt dies auch für den Laien, der in Merswins Schriften als „Gottesfreund vom Oberland“ mehrfach auftritt. Trotzdem ist immer wieder versucht worden den „Gottesfreund“ mit einer historischen Person zu identifizieren.

## Werke
- Merswins Neun-Felsen-Buch: (das sogenannte Autograph) / hrsg. von Philipp Strauch. Niemeyer, Halle (Saale) 1929. Digitalisierte Ausgabe der Universitäts- und Landesbibliothek Düsseldorf
- Merswins Vier anfangende Jahre. Niemeyer, Halle (Saale) 1927. Digitalisierte Ausgabe der Universitäts- und Landesbibliothek Düsseldorf